# Hans Freyer

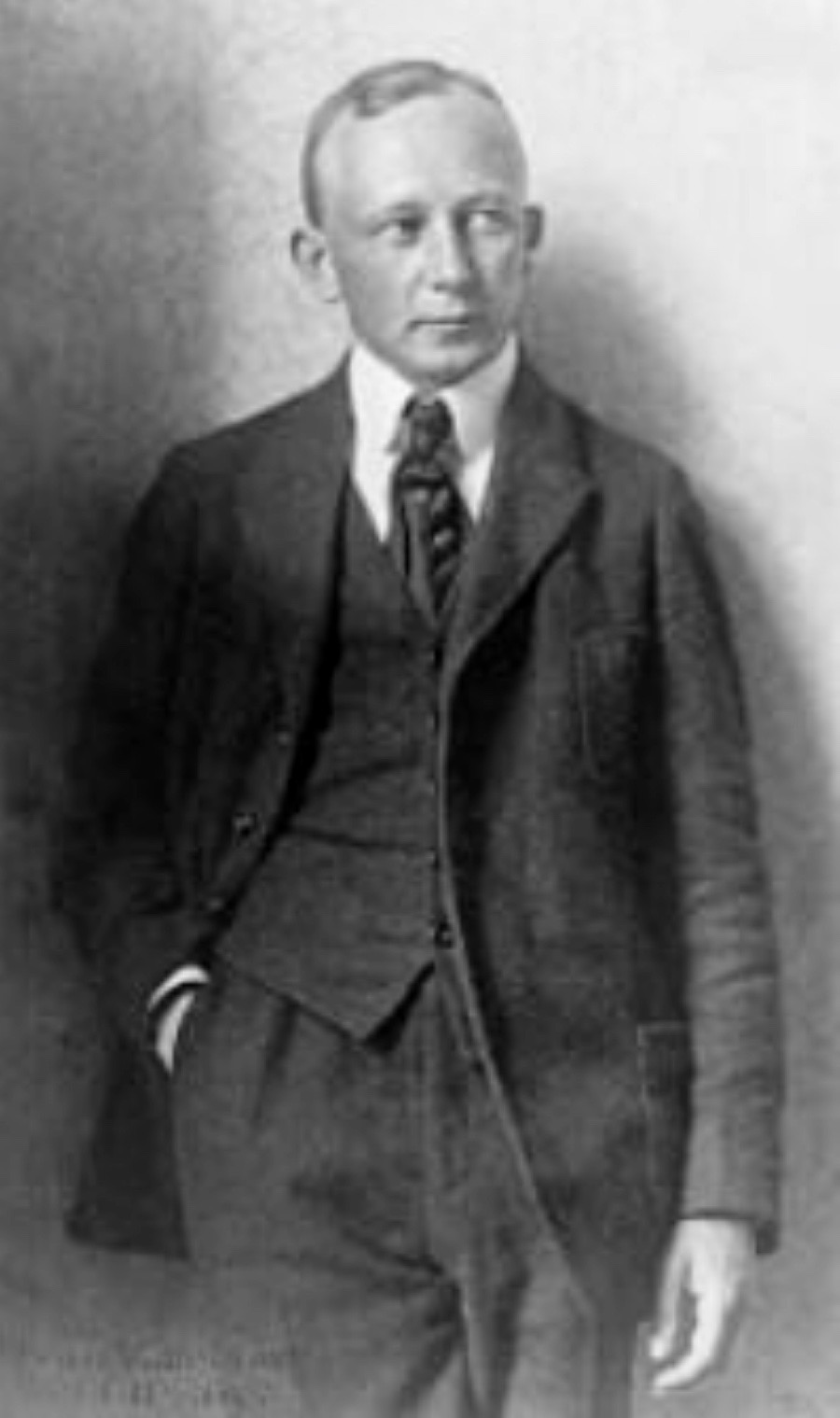
Hans Freyer, etwa 1925

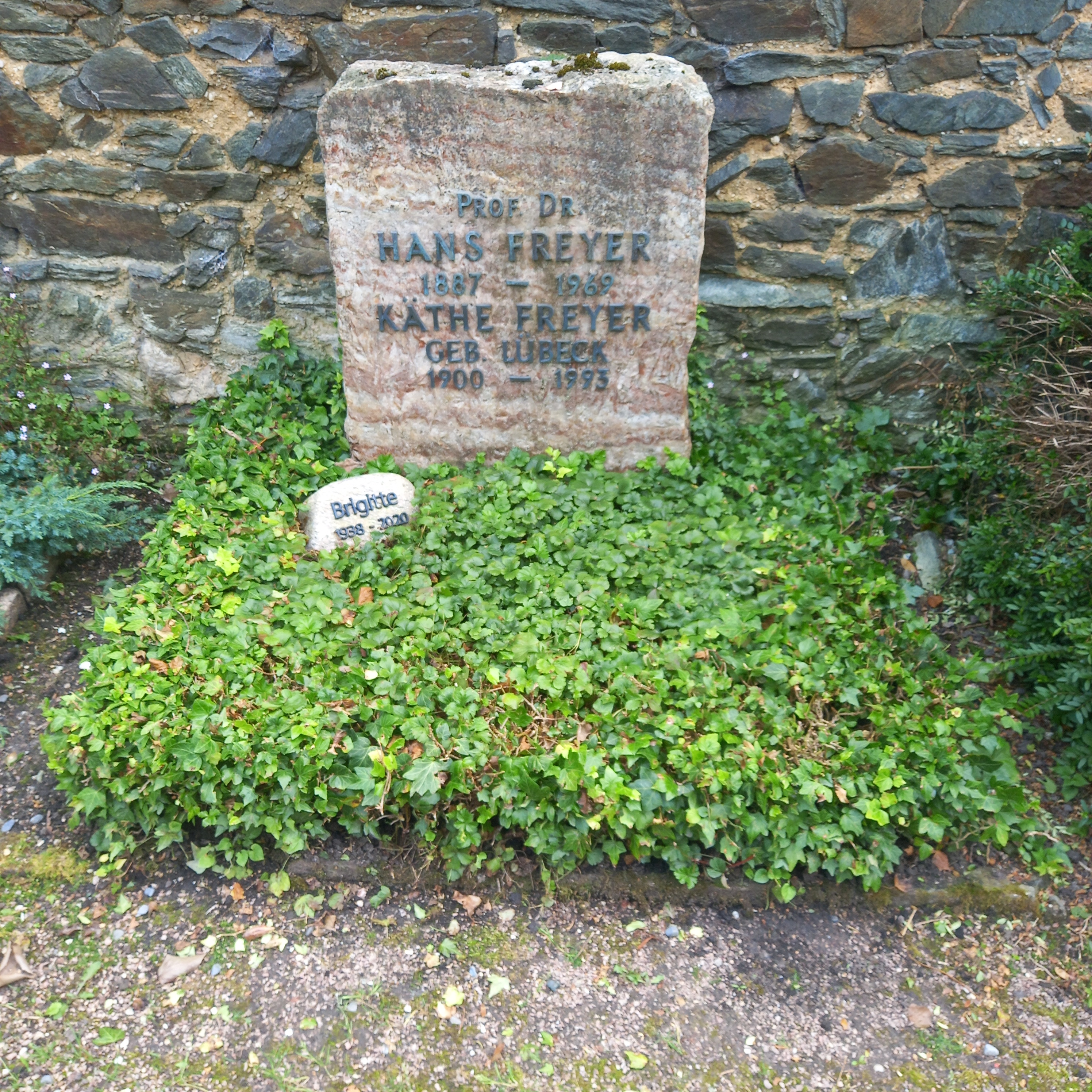
Das Grab von Hans Freyer und seiner Ehefrau Käthe geborene Lübeck auf dem Friedhof Sonnenberg in Wiesbaden

Hans Freyer (* 31. Juli 1887 als Johannes Freyer in Leipzig; † 18. Januar 1969 in Ebersteinburg, Baden-Württemberg) war ein deutscher Soziologe, Historiker und Philosoph. Von der Lebensphilosophie beeinflusst, orientierte er sich am Neuhegelianismus. Er war ein Vertreter der Konservativen Revolution und der Begründer der so genannten („neueren“) Leipziger Schule. Von 1934 bis 1938 war er Mitglied des Ausschusses für Rechtsphilosophie, der von Hans Frank persönlich geleitet wurde. Freyer galt als überzeugter Nationalsozialist. Von 1953 bis 1963 lehrte er als Emeritus in Münster.

## Biographie

### Bis 1945
Hans Freyer studierte seit 1907 an der Universität Greifswald Theologie (ein Jahr), Nationalökonomie, Geschichte und Philosophie. Ein Jahr später wechselte er an die Universität Leipzig, wo er 1911 promoviert wurde und sich 1920 habilitierte. Seit 1922 hatte er eine Professur an der Universität Kiel inne. Ab 1925 war er an der Universität Leipzig als erster Wissenschaftler auf einem Lehrstuhl für Soziologie tätig.
Freyers frühe Werke zur Lebensphilosophie beeinflussten die deutsche Jugendbewegung. Er selbst engagierte sich im freistudentischen Serakreis um den Verleger Eugen Diederichs.
Freyer engagierte sich von 1925 bis 1934 als Vorsitzender des „Bundes Freunde der Schule am Meer“ und der daraus hervorgehenden „Außengemeinde“ des reformpädagogischen Landerziehungsheims Schule am Meer auf der Nordseeinsel Juist, wo er u. a. mit Martin Luserke und Paul Reiner kooperierte. Leitmotiv des vorrangig musisch orientierten Internats war die Selbstfindung und -verwirklichung durch Selbstbetätigung – „agitur ergo sum“.
Nach der nationalsozialistischen Machtübernahme wurde Freyer 1933 das Amt des Präsidenten der Deutschen Gesellschaft für Soziologie angetragen. Er stürzte den bisherigen Präsidenten Ferdinand Tönnies und legte die Gesellschaft still. Leopold von Wiese sprach rückblickend von einer „Gleichschaltung“.
Kurz darauf wurde sein Leipziger Soziologie-Lehrstuhl abgeschafft und in ein Ordinariat für Politische Wissenschaften umgewandelt, gleichzeitig erhielt Freyer die Leitung über das Institut für Kultur- und Universalgeschichte. Freyer beteiligte sich zentral an der politischen Erziehung der Studentenschaft im Sinne der NS-Schulung.
Er trat der NSDAP nicht bei, unterzeichnete aber am 11. November 1933 das Bekenntnis der deutschen Professoren zu Adolf Hitler und dem nationalsozialistischen Staat. Einige seiner Schüler, mit denen er die Leipziger Schule bildete – unter anderem Arnold Gehlen, Karl Heinz Pfeffer und Helmut Schelsky – waren Parteimitglieder. 1934 gehörte Freyer zu den Gründungsmitgliedern im Ausschuss für Rechtsphilosophie, einer Abteilung der von Hans Frank initiierten NS-Akademie für Deutsches Recht.
In einer Schrift von 1935 begrüßte er den Nationalsozialismus mit den Worten:

„Das unbekannte Volk steht auf und sagt ein politisches Ja. Aus den alten Säften wächst, noch einmal, eine Epoche, die Sinn hat. Ihre Irrtümer wiegen leicht. Ihre Erschütterungen sind produktiv. Ihr Umsturz ist, so hart er zugreift, ohne Willkür. Zukunft liegt über dem Heute, weil es eine Wandlung des Ewigen ist. Die Menschen glauben, schreiten aus, blicken vorwärts und zwischen ihnen reitet, ungesehen, der Reiter aus Bamberg.“

Von 1935 bis 1944 war Freyer gleichzeitig Leiter des Deutschen Kulturinstituts in Budapest und von Februar 1941 bis zu dessen Auflösung Präsident des „Deutschen Wissenschaftlichen Instituts“. 1938 wurde er zum Gastprofessor für deutsche Kulturgeschichte an der Universität Budapest ernannt.

### Nachkriegszeit
Nach Kriegsende konnte Freyer weiterhin an der Universität Leipzig lehren und zwar, wie zu Anfang seiner Karriere, als Soziologe. Jedoch wurde seine Haltung während der Zeit des Nationalsozialismus mehr und mehr kritisiert; er verlor seine Professur und zog 1948 nach Westdeutschland um. Zunächst erhielt er eine Stelle beim Brockhaus-Verlag in Wiesbaden. An einer deutschen Universität konnte er sich als ordentlicher Professor nicht mehr etablieren, lehrte als Emeritus jedoch von 1953 bis 1963 an der Westfälischen Wilhelms-Universität in Münster. Schon 1951 war er auf Betreiben des amtierenden Vorsitzenden Leopold von Wiese wieder in die Deutsche Gesellschaft für Soziologie aufgenommen worden. Freyer gehörte dem wissenschaftlichen Beirat des Instituts für Raumforschung an. 1954 half er für kurze Zeit beim Aufbau eines soziologischen Instituts an der Universität Ankara.
Freyer bezog als emeritierter 131er eine Pension. Zahlreiche seiner Veröffentlichungen stammen aus dieser Zeit. Mit seinem Werk Theorie des gegenwärtigen Zeitalters, in dem er eine an das Industriezeitalter anpassungsfähige Form des Konservatismus entwickelte, konnte er eine große Wirkung in den 1950er Jahren erzielen.
Freyer war evangelisch, verheiratet mit Käthe Lübeck und hatte vier Kinder. Eine Tochter von ihm war die Klassische Archäologin Brigitte Freyer-Schauenburg.
1967 wurde er mit der Goethe-Plakette des Landes Hessen ausgezeichnet.

## Werk
Freyers philosophisches Werk wurde von Hegel, Wilhelm Dilthey, Friedrich Nietzsche und Oswald Spengler beeinflusst.

### Weimarer Republik: Lebensphilosophie und Konservative Revolution
1918 kam sein Frühwerk Antäus – Grundlegung einer Ethik des bewussten Lebens heraus, 1923 folgte Prometheus – Ideen zur Philosophie der Kultur. Damit wandte er sich nach und nach den so genannten Jungkonservativen zu. Er entwickelte ein hierarchisch strukturiertes elitäres Gesellschaftsmodell. Individuelle Freiheit sollte dabei zugunsten von kollektiven Konzepten, wie Führerstaat und Volksgemeinschaft zurückgestellt werden. Kulturkritisch befasste er sich in seinen Werken u. a. mit der fortschreitenden Technisierung und entwickelte die „Theorie der sekundären Systeme“.
In Der Staat beschrieb Freyer 1926 die aufeinander bezogenen Dimensionen der Geschichte, die sich seiner Ansicht nach jeweils kreisförmig wiederholen: Glaube, Stil und Staat. Seine Theorie stützte sich dabei in einigen Punkten auf Ferdinand Tönnies’ Gemeinschaft und Gesellschaft, den er in seinen Werken jedoch nicht zitierte. Das letzte und höchste Stadium, den idealen hierarchisch gegliederten Staat, beschrieb er im Gegensatz zu Tönnies mit einem „Führer“ an der Spitze als ideale Gemeinschaft. Die wichtigste Qualität dieses Staates bestand darin, alle Kräfte der Gemeinschaft zu einer Einheit zusammenschließen zu können. Diese Ideologie entsprach der Bewegung der Konservativen Revolution und des Nationalsozialismus.
1930 verfasste Freyer Soziologie als Wirklichkeitswissenschaft, ein Begriff, den er bei Max Weber entlehnt hat. Er beschäftigte sich mit den Wurzeln der Soziologie, die in der Geschichtsphilosophie lägen. Soziologie sollte demnach die Gründe für gesellschaftlichen Wandel mit historischen Kategorien analysieren und auf dieser Grundlage die Gesellschaft verbessern, d. h. eine ethische philosophische Wissenschaft darstellen.
In seinem 1931 erschienenen Artikel „Revolution von Rechts“ untersuchte Freyer den Topos der Freiheit. Diese existiere nur in einer Gemeinschaft, die für das Wohl aller eintrete. Individuelle Freiheit hingegen müsse zugunsten der Volksgemeinschaft eingeschränkt werden. Die „Revolution“ sei Sache der „härtesten“ und „wachsten“ Menschen aller politischer Richtungen.

### Nationalsozialismus: Radikale intellektuelle Anbindung
In der Zeit des Nationalsozialismus erschienen weitere Abhandlungen, die teilweise der NS-Ideologie nahestanden und später nicht wieder aufgelegt worden sind. In der Nachkriegszeit wurde Freyer im akademischen Raum neben seinem Schüler Arnold Gehlen sowie Ernst Jünger und Martin Heidegger vielfach als geistiger Vorläufer und Unterstützer des Nationalsozialismus kritisiert.
Freyer gilt als überzeugter Nationalsozialist, was sich vor allem in seinem Werk Pallas Athene. Ethik des politischen Volkes (Jena, 1935) spiegelt. Dort schreibt er, dass das Gewissen politisch und dadurch anti-individualistisch und anti-universalistisch werden müsse. Ein solches politisches Gewissen sei gewaltbereit und gewalttätig; die politische Tugend sei an das Volk gebunden, während deren Ethos in der Zerstörung des Feindes liege. Der Führer, der sich radikal auf diesen Plan bezieht, verkörpere den Willen des Volkes, welches durch Rasse, Zucht, Erziehung, Gewalt und Zwang geformt werden müsse. Ein solches Volk, welches sich im Krieg konstituiert, bleibe politisch im Krieg zu jeder Stunde; um aufzusteigen, müsse es sich selbst zerfleischen und aufopfern.
Nach dem Ende des Zweiten Weltkriegs wurden in der Sowjetischen Besatzungszone folgende Schriften Freyers in die Liste der auszusondernden Literatur aufgenommen: Revolution von rechts (Diederichs, Jena 1931), Das politische Semester. Ein Vorschlag zur Universitätsreform (Diederichs, Jena 1933), Das geschichtliche Selbstbewußtsein des 20. Jahrhunderts (Keller, Leipzig 1937), in der DDR zusätzlich Der Staat (Rechfelden, Leipzig 1925) und Pallas Athene (Diederichs, Jena 1935).

### Adenauer-Ära: Theorie der Industriegesellschaft
In seinen Nachkriegsschriften ist kein grundlegender Bruch zu früheren Werken festzustellen. Er gehörte wie zuvor zu den Vertretern einer äußerst konservativen Strömung und hatte einigen Einfluss auf das Denken in der neu gegründeten Bundesrepublik Deutschland.
1955 entwickelte Freyer seine Theorie der Industriegesellschaft mit der geschichtsphilosophischen und soziologischen Abhandlung Theorie des gegenwärtigen Zeitalters. Freyer bezeichnet darin alle gesellschaftlichen Systeme vor der Industrialisierung als gewachsene „primäre Systeme“, das Industriezeitalter hingegen als ein vom Menschen bewusst hergestelltes „sekundäres System“. Insbesondere beschäftigt er sich mit der rasanten Entwicklung der Industriegesellschaft im 20. Jahrhundert, gekennzeichnet durch die Ausweitung der Technik, Verdrängung kleiner Betriebe durch große und Konzentration von Menschenmassen in Ballungszentren. Nach Freyer sind Staat und Gesellschaft immer weniger voneinander getrennt; die Wissenschaft gewinnt eine zentrale Bedeutung.
Er beschreibt das „industrielle System“, das aus der Industriellen Revolution um 1800 hervorgegangen ist, als grundlegende epochale Veränderung der menschlichen Verhältnisse. Diesen Einschnitt in der Weltgeschichte vergleicht er mit dem Übergang des Menschen zur Sesshaftigkeit.
Freyer zieht daraus den Schluss, dass frühere Beschreibungen der industriellen Gesellschaft gegenwärtig (1955) nicht mehr anzuwenden sind und neue Leitbegriffe formuliert werden müssen. Am Marxismus kritisiert er die geschichtliche „Fortschrittsillusion“, die davon ausgehe, dass der neue Mensch automatisch erzeugt werde. Hingegen hält er die Entfremdung für den Normalzustand des Menschen in der Industriegesellschaft. Außerdem wendet er sich gegen den „modernen Chiliasmus“. Dieser sehe das Reich Gottes als zukünftiges säkularisiertes „Zivilisationsparadies“. Obwohl er jeden Geschichtsoptimismus ablehnt, stimmt er den kulturkritischen Geschichtsphilosophen, die einen fortwährenden „Krisenmythos“ beschwören und die technische Entwicklung verdammten und einschränken wollten, nicht zu. Er geht vielmehr davon aus, dass der technische Fortschritt wichtiger Bestandteil des Industriezeitalters ist. Freyer verweist auf die Balance zwischen „Technikverneinung“ und „Technikverherrlichung“.
Als Weg im Industriezeitalter betont er den Wert des konservativen Denkens und Handelns für die Gegenwart (1955). Die Verbindung von Fortschritt und Beharrung sieht Freyer als das „Geheimnis“ der Geschichte. Aus der Tradition erwachsen demnach die Kräfte der Menschheit. Die Vertreter der Konservativen Revolution und die konservativen Reformer hätten danach gehandelt. Allerdings dürfe der Rückgriff auf die Tradition sich nicht auf „primitive Triebe“ oder „Urtümeleien“ beziehen, sondern auf den „unverbrauchten“ und „ohne Verfälschung“ zu mobilisierenden Kräften aus den „Tiefenschichten“ des menschlichen Erbes beruhen, die unter den Bedingungen der modernen Zeit aktiv werden und damit ihre Wandlungsfähigkeit zeigen. Sein Ziel war es, den Konservatismus mit einer „modernen“ Theorie der Industriegesellschaft zu verbinden. Diese Auffassungen hatten in der Ära Adenauer großen Einfluss.

## Schriften (Auswahl)
- Geschichte der Geschichte der Philosophie im achtzehnten Jahrhundert (= Beiträge zur Kultur- und Universalgeschichte; 16). Voigtländer, Leipzig 1912 (Zugleich: Leipzig, Universität, Dissertation, 1911).
- Antäus. Grundlegung einer Ethik des bewussten Lebens. Diederichs, Jena 1918.
- Das Problem der Utopie. In: Deutsche Rundschau. Bd. 183, 1920, S. 321–345.
- Die Bewertung der Wirtschaft im philosophischen Denken des 19. Jahrhunderts (= Arbeiten zur Entwicklungspsychologie. 5, ZDB-ID 504540-x = Abhandlungen der Sächsischen Staatlichen Forschungsinstitute. Forschungsinstitut für Psychologie. 6). Engelmann, Leipzig 1921, (Zugleich: Leipzig, Universität, Habilitations-Schrift, 1921).
- Prometheus. Ideen zur Philosophie der Kultur. Diederichs, Jena 1923.
- Theorie des objektiven Geistes. Eine Einleitung in die Kulturphilosophie. B. G. Teubner, Leipzig u. a. 1923, (In spanischer Sprache: Teoría del espíritu objetivo. Versión castellana de Rafael Gutiérrez Girardot. SUR, Buenos Aires 1973; in englischer Sprache: Theory of Objective Mind. An Introduction to the Philosophy of Culture (= Series in Continental Thought. 25). Translation and with an Introduction by Steven Grosby. Ohio University Press, Athens OH 1998, ISBN 0-8214-1250-7).
- Der Staat. Rechfelden, Leipzig 1925.
- Soziologie als Wirklichkeitswissenschaft. Logische Grundlegung des Systems der Soziologie. B. G. Teubner, Leipzig u. a. 1930.
- Einleitung in die Soziologie (= Wissenschaft und Bildung. 276, ZDB-ID 971817-5). Quelle & Meyer, Leipzig 1931, (In japanischer Sprache und Schrift: 社会学入門. 慶応書房, 東京 1942; in spanischer Sprache: Introducción a la sociología. Traducción del alemán de Felipe Gonzáles Vicen. Aguilar, Madrid 1973, ISBN 84-03-78001-X).
- mit Friedrich Hertz, Walther Vogel, Franz Weidenreich, Friedrich Behn, Friedrich E. A. Krause, Georg Steindorff, Rudolf Kittel: Das Erwachen der Menschheit. Die Kulturen der Urzeit, Ostasiens und des Vorderen Orients (= Propyläen-Weltgeschichte. Bd. 1). Propyläen-Verlag, Berlin 1931, (Mit zahlreichen Abbildungen).
- Revolution von rechts. Diederichs, Jena 1931.
- Herrschaft und Planung. Zwei Grundbegriffe der politischen Ethik. Hanseatische Verlags-Anstalt, Hamburg 1933.
- Pallas Athene. Ethik des politischen Volkes. Diederichs, Jena 1935.
- Die politische Insel. Eine Geschichte der Utopien von Platon bis zur Gegenwart (= Meyers kleine Handbücher. 2, ZDB-ID 991000-1). Bibliographisches Institut, Leipzig 1936.
- Das geschichtliche Selbstbewußtsein des 20. Jahrhunderts (= Kaiser Wilhelm-Institut für Kunst- und Kulturwissenschaft im Palazzo Zuccari, Rom. Veröffentlichungen der Abteilung für Kulturwissenschaft. Reihe 1: Vorträge. 3, ZDB-ID 846728-6). H. Keller, Leipzig 1937.
- Machiavelli (= Meyers kleine Handbücher. 13). Bibliographisches Institut, Leipzig 1938.
- Weltgeschichte Europas (= Sammlung Dieterich. 31–32, ZDB-ID 987299-1). 2 Bände. Dieterich, Wiesbaden 1948, (In spanischer Sprache: Historia universal de Europa (= Colección Historia y pensamiento. 1, ZDB-ID 2433435-2). (Lo tradujo del alemán Antonio Tovar). Edición Guadarrama, Madrid 1958).
- Die weltgeschichtliche Bedeutung des 19. Jahrhunderts (= Kieler Universitätsreden. 4, ZDB-ID 503389-5). Lipsius & Tischer, Kiel 1951.
- Theorie des gegenwärtigen Zeitalters. Deutsche Verlags-Anstalt, Stuttgart 1955, (In spanischer Sprache: Teoria de la época actual (= Breviarios. 141, ZDB-ID 1338445-4). (Traducción de Luis Villoro). Fondo de Cultura Económica, Mexico u. a. 1958; in niederländischer Sprache: Mens en massa in deze tijd. Een structuuranalyse (= Aula-boeken. 8). (vertaling Rob Limburg). Het Spectrum, Utrecht/Antwerpen z.j. [1958]; in portugiesischer Sprache: Teoria da época atual. Tradução de F. Guimarães. Zahar, Rio de Janeiro 1965; in französischer Sprache: Les Fondements du monde moderne. Théorie du temps présent. Traduit de l’allemand par Lucien Piau. Payot, Paris 1965; in griechischer Sprache: Τεχνοκρατία καί οὐτοπία. Θεωρία τῆς σύγχρονης ἐποχῆς στή Δύση (= Ο νεώτερος ευρωπαϊκός πολιτισμός. 7). Μετάφραση Κώστας Κουτσουρέλης. Νεφέλη, Ἀθήνα 1998, ISBN 960-211-382-0).
- Der Mensch unserer Zeit. In: Der Öffentliche Gesundheitsdienst. Bd. 18, Nr. 6, 1956, ZDB-ID 80209-8, S. 210–220.
- Das soziale Ganze und die Freiheit der Einzelnen unter den Bedingungen des industriellen Zeitalters. In: Historische Zeitschrift. Bd. 183, Nr. 1, 1957, S. 97–115, JSTOR:27611751, (Vortrag auf dem Ulmer Historikertag am 15. September 1956; auch selbständig: Musterschmidt, Göttingen u. a. 1957).
- mit Herbert Grundmann, Kurt v. Raumer, Hans Schaefer: Das Problem der Freiheit im europäischen Denken von der Antike bis zur Gegenwart (= Beiträge zur europäischen Geschichte. Bd. 1, ISSN 0522-6392). Oldenbourg, München 1958.
- Bildung durch die Geisteswissenschaften. Über Sinn und Recht der humanistischen Bildungsidee im industriellen Zeitalter (= Forschung und Wirtschaft, Partner im Fortschritt. Bd. 9, Nr. 3, 1960, ISSN 0429-1468). Stifterverband für die Deutsche Wissenschaft, Essen-Bredeney 1960.
- Über das Dominantwerden technischer Kategorien in der Lebenswelt der industriellen Gesellschaft (= Akademie der Wissenschaften und der Literatur, Mainz. Abhandlungen der Geistes- und Sozialwissenschaftlichen Klasse. Jg. 1960, Nr. 7, ISSN 0002-2977). Verlag der Akademie der Wissenschaften und der Literatur, Mainz 1960.
- mit Helmut Klages und Hans Georg Rasch (Hg.): Actes du XVIIIe Congrès International de Sociologie, Nuremberg, 10-17 septembre 1958. Institut International de Sociologie. 4 Bände. Meisenheim am Glan: Anton Hain 1961
- Schwelle der Zeiten. Beiträge zur Soziologie der Kultur. Deutsche Verlags-Anstalt, Stuttgart 1965.
- als Herausgeber mit Johannes Chr. Papalekas und Georg Weippert: Technik im technischen Zeitalter. Stellungnahmen zur geschichtlichen Situation. Schilling, Düsseldorf 1965.
- mit Jindrich Filipec und Lothar Bossle: Die Industriegesellschaft in Ost und West. Konvergenzen und Divergenzen. Hase & Koehler, Mainz 1966.